# HD 66591
HD 66591 ( eller HR 3159) är en ensam stjärna i den mellersta  delen av stjärnbilden Kölen som också har Bayer-beteckningen D Carinae. Den har en skenbar magnitud av ca 4,81 och är svagt synlig för blotta ögat där ljusföroreningar ej förekommer. Baserat på parallaxmätning inom Hipparcosuppdraget på ca 6,5 mas, beräknas den befinna sig på ett avstånd på ca 499 ljusår (ca 153 parsek) från solen. Den rör sig bort från solen med en heliocentrisk radialhastighet på ca 22 km/s.

## Egenskaper
HD 66591 är en blå till vit stjärna i huvudserien av spektralklass B4 V. Den har en massa som är ca 6,3 solmassor, en radie som är ca 3,8 solradier och har ca 912 gånger solens utstrålning av energi från dess fotosfär vid en effektiv temperatur av ca 17 000 K.